# پتر بارتلمه
پتر بارتلمه (انگلیسی: Peter Bartholomew؛ ۲۰ آوریل ۱۰۹۹) راهب فرانسوی و یکی از همراهان ریموند سن‌جیل در جریان نخستین جنگ صلیبی بود که به همراه وی عازم اراضی مقدس شد. به گفته ریمون آگیلی، وی در جریان محاصره انطاکیه، محل نیزه مقدس را به صلیبیون نشان داد و پس از آن بود که نیزه مقدس توسط نیروهای صلیبی پیدا شد. با این حال پس از مدتی در فوریه ۱۰۹۸ بینایی خود را از دست داد و سرانجام در ۱۰۹۹ در آتش سوزانده شد.
در اوایل ماه مه ۱۰۹۸ م، کربغا، اتابک موصل به همراه نیروهایی از دیگر مناطق عراق و ایران و جمعی از نیروهای امیر ارتقی شمال سوریه از موصل برای پایان دادن به محاصره به سوی انطاکیه حرکت نمود. در پی رسیدن این اخبار به صلیبیون آنان به سرعت به چاره‌اندیشی برای مقابله با این تهدید بسیار بزرگ افتادند. بوهموند توانست یک نگهبان ارمنی تازه مسلمان به نام فیروز را بخرد تا برجش را تسلیم نماید. در نتیجه، در ۳ ماه ژوئن صلیبیون وارد شهر شدند و بسیاری از ساکنان مسلمان آن را قتل‌عام کردند. گرچه تنها چند روز بعد در ۷ ژوئن سپاه کربغا از راه رسید و صلیبیون را در انطاکیه محاصره کرد. برطبق گفتهٔ ریموند آگلیرز، در همین هنگام بود که راهبی به نام پیتر بارتولومیو ادعا کرد که نیزه مقدس را در شهر یافته‌است؛ و گرچه برخی افراد دیرباور درمیانشان وجود داشت، ولی این رویداد به عنوان نشانه‌ای برای پیروزی آن‌ها قلمداد شد.